# Dang (xã)
Dang là một xã thuộc huyện Tây Giang, tỉnh Quảng Nam, Việt Nam.
Xã Dang có diện tích 85,80 km², dân số năm 2019 là 1.732 người, mật độ dân số đạt 20 người/km².